# シアー・ハート・アタック (曲)
「シアー・ハート・アタック」（Sheer Heart Attack）は、イギリスのロック・バンドであるクイーンの楽曲。

## 概要
1977年に発売された6作目のアルバム『世界に捧ぐ』に収録されたロジャー・テイラー作によるハードロック・チューン。リード・ボーカルはフレディ・マーキュリーで、ロジャーはコーラスを担当している。
1974年に同名のアルバムが発表されているが、本作はその表題曲として制作されていた楽曲である。しかし、この時は未完成の状態となっており、その後曲が完成して、1977年に発表という形になった。なお、曲が発表された1977年当時、パンク・ムーヴメントが起こっていた。本作にもパンクのテイストが見られるが、ロジャーは「全くの偶然。この曲が『世界に捧ぐ』に収録されたのは、結果的に幸運だったかも」と語っている。
本作でロジャーは、ドラムスとコーラスの他、ベースとリズムギターも担当している。その一方で本来のベーシストであるジョン・ディーコンが参加していない楽曲となっている。
2017年11月17日に発売された『世界に捧ぐ 40周年記念BOXセット』（3CD）に付属の「ロウ・セッションズ（Raw Sessions）」には、リリース版ではカットされたイントロとアウトロが含まれた別テイクが収録されている。

## ライブ・パフォーマンス
本作は、1977年から1982年に開催されたライブで演奏されていた。また1984年の『The Works Tour』で初期の数回のみ演奏されていた。
ほとんどアンコールでの演奏だったが、1982年のライブではわずかながらオープニング曲として演奏された。
ライブ音源は1979年発売の『ライヴ・キラーズ』、2004年発売の『オン・ファイアー/クイーン1982』、2007年発売の『伝説の証/クイーン1981』の3作のライブ・アルバム、2011年再販の豪華版『世界に捧ぐ』に収録されている。

## パーソネル
- フレディ・マーキュリー - リード・ボーカル、バッキング・ボーカル
- ブライアン・メイ - リードギター
- ロジャー・テイラー - リード・ボーカル、バッキング・ボーカル、ドラムス、リズムギター、ベース